# Shake It Over
Shake It Over is een Engels liedje van de vanuit België opererende Rhodesische band The Shake Spears uit 1964.
Het nummer verbleef 1 maand in de Belgische hitparade en bereikte als hoogste notering een zeventiende plaats.
De B-kant van de single was het liedje Cry For Your Loving.